# Papiro Oxirrinco 87
El Papiro Oxirrinco 87 también llamado P. Oxy. 87 es un documento en griego que trata sobre una declaración jurada por un armador. El manuscrito fue escrito en papiro en forma de una hoja. Se descubrió en Oxirrinco, Egipto. El documento fue escrito entre el 25 de febrero y 26 de marzo del 342. En la actualidad se encuentra en la biblioteca Sackler, Inglaterra.

## Documento
El documento contiene una declaración jurada, dirigida a Flavio Dionysarius, un logistes. Fue escrito por Aurelio Serapión, propietario de un barco. Afirma que está dispuesto a ir a "la ciudad más ilustre de Alejandría" para testificar en una investigación oficial que se celebrará allí. Las mediciones del fragmento son 252 por 225 mm. El documento se ha conservado en un estado muy fragmentario. Originalmente contenía una serie de declaraciones bajo juramento, pero solo uno ha sobrevivido.
Fue descubierto por Grenfell y Hunt en 1897 en Oxirrinco. El texto fue publicado por Grenfell y Hunt en 1898.